# Jada (Nigeria)
Jada, (en Yoruba Agbègbè Ìjọba Ìbílẹ̀ Jada), est une zone de gouvernement local dans l'État d'Adamawa au Nigeria.

## Personnalités liées à la communauté
- Atiku Abubakar (1946-), homme politique nigérian.

## Source
- (en) Cet article est partiellement ou en totalité issu de l’article de Wikipédia en anglais intitulé « Jada, Adamawa » (voir la liste des auteurs).